# Ballspielverein Borussia 09 Dortmund 1962-1963
Questa voce raccoglie le informazioni riguardanti il Ballspielverein Borussia 09 Dortmund nelle competizioni ufficiali della stagione 1962-1963.

## Stagione
Nella stagione 1962-1963 il Borussia Dortmund, allenato da Hermann Eppenhoff, concluse il campionato di Oberliga ovest al 2º posto. Nella fase finale del campionato tedesco il Borussia Dortmund vinse la finale con il Colonia. Fu ammesso alla Bundesliga 1963-1964.

## Rosa
| N. |                     | Ruolo | Calciatore          |
| -- | ------------------- | ----- | ------------------- |
|    | Germania (bandiera) | P     | Heinz Kwiatkowski   |
|    | Germania (bandiera) | P     | Bernhard Wessel     |
|    | Germania (bandiera) | D     | Helmut Bracht       |
|    | Germania (bandiera) | D     | Wilhelm Burgsmüller |
|    | Germania (bandiera) | D     | Gerd Cyliax         |
|    | Germania (bandiera) | D     | Lothar Geisler      |
|    | Germania (bandiera) | D     | Wolfgang Paul       |
|    | Germania (bandiera) | D     | Theodor Redder      |
|    | Germania (bandiera) | C     | Alfred Kelbassa     |

| N. |                     | Ruolo | Calciatore      |
| -- | ------------------- | ----- | --------------- |
|    | Germania (bandiera) | C     | Hoppy Kurrat    |
|    | Germania (bandiera) | C     | Aki Schmidt     |
|    | Germania (bandiera) | C     | Wilhelm Sturm   |
|    | Germania (bandiera) | A     | Lothar Emmerich |
|    | Germania (bandiera) | A     | Timo Konietzka  |
|    | Germania (bandiera) | A     | Wolfgang Peters |
|    | Germania (bandiera) | A     | Gerd Roggensack |
|    | Germania (bandiera) | A     | Jürgen Schütz   |
|    | Germania (bandiera) | A     | Reinhold Wosab  |

## Organigramma societario
Area tecnica
- Allenatore: Hermann Eppenhoff
- Allenatore in seconda:
- Preparatore dei portieri:
- Preparatori atletici:
- Analisi video:

## Calciomercato

### Sessione estiva
| Acquisti | Acquisti        | Acquisti        | Acquisti |
| R.       | Nome            | da              | Modalità |
| -------- | --------------- | --------------- | -------- |
| A        | Gerd Roggensack | 1. FC Paderborn |          |
| A        | Reinhold Wosab  | SpVg Marl       |          |

| Cessioni | Cessioni         | Cessioni               | Cessioni |
| R.       | Nome             | a                      | Modalità |
| -------- | ---------------- | ---------------------- | -------- |
| A        | Hans Cieslarczyk | TSC Eintracht Dortmund |          |
| C        | Heribert Demond  | VfB Marl Hüls          |          |
| D        | Rolf Thiemann    | Go Ahead Eagles        |          |

## Risultati

### Oberliga ovest

#### Girone di andata
| Arbitro: | Silva |

|                                                                                 |           |               |
| Wosab 3’, 80’ Schütz 9’, 72’, 73’ Schmidt 22’ Konietzka 32’, 44’, 61’, 69’, 85’ | Marcatori | 17’ Pilkewitz |

| Arbitro: | Schmidt |

|                               |           |                                                           |
| Fendel 11’, 62’ Burkhardt 28’ | Marcatori | 22’ Roggensack 25’ Schütz 37’ (rig.) Cyliax 78’ Konietzka |

| Arbitro: | Eschweiler |

|                                             |           |             |
| Schmidt 17’ Cyliax 55’ (rig.) Konietzka 59’ | Marcatori | 71’ Kösling |

| Arbitro: | Hoffmann |

|                                        |           |                            |
| Görts 24’ Röhrig 53’ Klimaschefski 59’ | Marcatori | 68’ Schmidt 85’ Roggensack |

| Arbitro: | Schörnich |

|                      |           |                           |
| Schütz 16’ Wosab 55’ | Marcatori | 40’, 88’ Müller 62’ Habig |

| Arbitro: | Radermacher |

|                |           |            |
| Rummel 5’, 38’ | Marcatori | 48’ Schütz |

| Arbitro: | Hense |

|                                             |           |                                   |
| Cyliax 23’, 38’, 89’ Schmidt 61’ Schütz 85’ | Marcatori | 2’ Esser 6’ Bergstein 77’ Schwier |

| Arbitro: | Fork |

|             |           |                      |
| Luttrop 77’ | Marcatori | 38’ Wosab 87’ Schütz |

| Arbitro: | Büschgens |

|  |           |                                            |
|  | Marcatori | 13’, 30’, 83’ Wosab 58’ Schmidt 63’ Cyliax |

| Arbitro: | Dreuw |

|                                    |           |  |
| Wosab 37’ Konietzka 65’ Cyliax 84’ | Marcatori |  |

| Arbitro: | Wieser |

|  |           |                          |
|  | Marcatori | 54’ Konietzka 88’ Schütz |

| Arbitro: | Siepe |

|                                                   |           |  |
| Schütz 21’, 50’ Konietzka 32’, 76’, 83’ Sturm 89’ | Marcatori |  |

| Arbitro: | Hennig |

|                               |           |          |
| Konietzka 15’, 18’ Schütz 37’ | Marcatori | 67’ Rühl |

| Arbitro: | Rudloff |

|                 |           |  |
| Pohlschmidt 68’ | Marcatori |  |

| Arbitro: | Epping |

|           |           |           |
| Nowak 51’ | Marcatori | 65’ Wosab |

#### Girone di ritorno
| Arbitro: | Ehlert |

|            |           |  |
| Walter 65’ | Marcatori |  |

| Arbitro: | Schmitz |

|                               |           |            |
| Konietzka 17’, 65’ Schütz 57’ | Marcatori | 25’ Fendel |

| Arbitro: | Pescher |

|                           |           |            |
| Schütz 37’, 62’ Sturm 86’ | Marcatori | 63’ Biskup |

| Arbitro: | Weyland |

|                                                        |           |  |
| Bergstein 47’, 88’ Geisler 49’ (aut.) Broichhausen 86’ | Marcatori |  |

| Arbitro: | Malka |

|                      |           |            |
| Schütz 46’ Sturm 55’ | Marcatori | 12’ Börger |

| Arbitro: | Wieser |

|  |           |            |
|  | Marcatori | 19’ Krämer |

| Arbitro: | Büschgens |

|                                    |           |           |
| Schmidt 3’ Konietzka 58’, 68’, 83’ | Marcatori | 70’ Meyer |

| Arbitro: | Dreuw |

|                                   |           |                           |
| Barwenzik 57’ (rig.) Feldkamp 80’ | Marcatori | 37’ Wosab 78’, 82’ Cyliax |

| Arbitro: | Weyland |

|                   |           |                      |
| Klever 68’ (rig.) | Marcatori | 46’ Wosab 72’ Schütz |

| Arbitro: | Rangosch |

|                |           |                                |
| Schwinning 34’ | Marcatori | 52’ Sturm 66’, 68’, 80’ Schütz |

| Arbitro: | Hense |

|                           |           |           |
| Schnellinger 13’ Regh 41’ | Marcatori | 8’ Schütz |

| Arbitro: | Höfer |

|                                 |           |                 |
| Wosab 7’ Schmidt 10’ Schütz 66’ | Marcatori | 52’ Pohlschmidt |

| Arbitro: | Niemeyer |

|           |           |              |
| Wosab 56’ | Marcatori | 52’ Klöckner |

| Arbitro: | Fork |

|           |           |  |
| Wosab 84’ | Marcatori |  |

| Arbitro: | Schmitz |

|              |           |  |
| Augustat 31’ | Marcatori |  |

### Campionato tedesco
| Arbitro: | Zimmermann |

|                                  |           |                         |
| Brunnenmeier 7’, 86’ Küppers 82’ | Marcatori | 23’ Wosab 50’ Konietzka |

| Dortmund 29 maggio 1963 2ª giornata | Borussia Dortmund | 0 – 0 referto | Borussia Neunkirchen | Stadio Rote Erde (27 000 spett.)\| Arbitro: \| Lutz \| |
| Arbitro:                            | Lutz              |               |                      |                                                        |

| Arbitro: | Tschenscher |

|                                     |           |                               |
| Schmidt 13’ Schütz 51’ Kelbassa 68’ | Marcatori | 87’ Seeler 89’ (aut.) Schmidt |

| Arbitro: | Kreitlein |

|  |           |            |
|  | Marcatori | 58’ Schütz |

| Arbitro: | Regely |

|                          |           |                                                             |
| Leist 26’ (rig.) May 70’ | Marcatori | 49’ Schütz 50’, 53’ Konietzka 68’ (rig.) Cyliax 70’ Schmidt |

| Arbitro: | Ott |

|                                    |           |  |
| Schütz 10’, 79’ Konietzka 21’, 65’ | Marcatori |  |

| Arbitro: | Tschenscher |

|                                 |           |                  |
| Kurrat 9’ Wosab 57’ Schmidt 65’ | Marcatori | 73’ Schnellinger |

## Statistiche

### Statistiche di squadra
| Competizione       | Punti | In casa | In casa | In casa | In casa | In casa | In casa | In trasferta | In trasferta | In trasferta | In trasferta | In trasferta | In trasferta | Totale | Totale | Totale | Totale | Totale | Totale | DR  |
| Competizione       | Punti | G       | V       | N       | P       | Gf      | Gs      | G            | V            | N            | P            | Gf           | Gs           | G      | V      | N      | P      | Gf     | Gs     | DR  |
| ------------------ | ----- | ------- | ------- | ------- | ------- | ------- | ------- | ------------ | ------------ | ------------ | ------------ | ------------ | ------------ | ------ | ------ | ------ | ------ | ------ | ------ | --- |
| Oberliga ovest     | 40    | 15      | 12      | 1       | 2       | 50      | 16      | 15           | 7            | 1            | 7            | 27           | 23           | 30     | 19     | 2      | 9      | 77     | 39     | +38 |
| Campionato tedesco | -     | 4       | 3       | 1       | 0       | 10      | 3       | 3            | 2            | 0            | 1            | 8            | 5            | 7      | 5      | 1      | 1      | 18     | 8      | +10 |
| Totale             | 40    | 19      | 15      | 2       | 2       | 60      | 19      | 18           | 9            | 1            | 8            | 35           | 28           | 37     | 24     | 3      | 10     | 95     | 47     | +48 |

### Andamento in campionato
| Giornata  | 1 | 2 | 3 | 4 | 5 | 6 | 7 | 8 | 9 | 10 | 11 | 12 | 13 | 14 | 15 | 16 | 17 | 18 | 19 | 20 | 21 | 22 | 23 | 24 | 25 | 26 | 27 | 28 | 29 | 30 |
| --------- | - | - | - | - | - | - | - | - | - | -- | -- | -- | -- | -- | -- | -- | -- | -- | -- | -- | -- | -- | -- | -- | -- | -- | -- | -- | -- | -- |
| Luogo     | C | T | C | T | C | T | C | T | T | C  | T  | C  | C  | T  | T  | T  | C  | C  | T  | C  | C  | C  | T  | T  | T  | T  | C  | C  | C  | T  |
| Risultato | V | V | V | P | P | P | V | V | V | V  | V  | V  | V  | P  | N  | P  | V  | V  | P  | V  | P  | V  | V  | V  | V  | P  | V  | N  | V  | P  |
| Posizione | 1 | 1 | 1 | 2 | 5 | 9 | 5 | 3 | 2 | 1  | 1  | 1  | 1  | 1  | 1  | 3  | 2  | 1  | 2  | 2  | 3  | 2  | 1  | 1  | 1  | 1  | 1  | 1  | 1  | 2  |

Legenda:

Luogo: C = Casa; T = Trasferta. Risultato: V = Vittoria; N = Pareggio; P = Sconfitta.

### Statistiche dei giocatori
| Giocatore      | Campionato tedesco | Campionato tedesco | Campionato tedesco | Campionato tedesco | Oberliga ovest | Oberliga ovest | Oberliga ovest | Oberliga ovest | Coppa di Germania | Coppa di Germania | Coppa di Germania | Coppa di Germania | Totale   | Totale | Totale      | Totale     |
| Giocatore      | Presenze           | Reti               | Ammonizioni        | Espulsioni         | Presenze       | Reti           | Ammonizioni    | Espulsioni     | Presenze          | Reti              | Ammonizioni       | Espulsioni        | Presenze | Reti   | Ammonizioni | Espulsioni |
| -------------- | ------------------ | ------------------ | ------------------ | ------------------ | -------------- | -------------- | -------------- | -------------- | ----------------- | ----------------- | ----------------- | ----------------- | -------- | ------ | ----------- | ---------- |
| H. Bracht      | 5                  | 0                  | 0                  | 0                  | 18             | 0              | 0              | 0              | 4                 | 1                 | 0                 | 0                 | 27       | 1      | 0           | 0          |
| F. Brungs      | 0                  | 0                  | 0                  | 0                  | 0              | 0              | 0              | 0              | 3                 | 0                 | 0                 | 0                 | 3        | 0      | 0           | 0          |
| W. Burgsmüller | 7                  | 0                  | 0                  | 0                  | 27             | 0              | 0              | 0              | 4                 | 0                 | 0                 | 0                 | 38       | 0      | 0           | 0          |
| G. Cyliax      | 7                  | 1                  | 0                  | 0                  | 30             | 9              | 0              | 0              | 4                 | 1                 | 0                 | 0                 | 41       | 11     | 0           | 0          |
| L. Emmerich    | 0                  | 0                  | 0                  | 0                  | 4              | 0              | 0              | 0              | 0                 | 0                 | 0                 | 0                 | 4        | 0      | 0           | 0          |
| L. Geisler     | 7                  | 0                  | 0                  | 0                  | 24             | 0              | 0              | 0              | 4                 | 0                 | 0                 | 0                 | 35       | 0      | 0           | 0          |
| A. Kelbassa    | 4                  | 1                  | 0                  | 0                  | 0              | 0              | 0              | 0              | 0                 | 0                 | 0                 | 0                 | 4        | 1      | 0           | 0          |
| T. Konietzka   | 5                  | 5                  | 0                  | 0                  | 26             | 19             | 0              | 0              | 3                 | 4                 | 0                 | 0                 | 34       | 28     | 0           | 0          |
| H. Kurrat      | 0                  | 0                  | 0                  | 0                  | 0              | 0              | 0              | 0              | 1                 | 0                 | 0                 | 0                 | 1        | 0      | 0           | 0          |
| H. Kurrat      | 7                  | 1                  | 0                  | 0                  | 16             | 0              | 0              | 0              | 3                 | 0                 | 0                 | 0                 | 26       | 1      | 0           | 0          |
| H. Kwiatkowski | 1                  | 0                  | 0                  | 0                  | 22             | 0              | 0              | 0              | 0                 | 0                 | 0                 | 0                 | 23       | 0      | 0           | 0          |
| W. Paul        | 7                  | 0                  | 0                  | 0                  | 26             | 0              | 0              | 0              | 2                 | 0                 | 0                 | 0                 | 35       | 0      | 0           | 0          |
| W. Peters      | 0                  | 0                  | 0                  | 0                  | 2              | 0              | 0              | 0              | 0                 | 0                 | 0                 | 0                 | 2        | 0      | 0           | 0          |
| M. Pfeiffer    | 0                  | 0                  | 0                  | 0                  | 0              | 0              | 0              | 0              | 0                 | 0                 | 0                 | 0                 | 0        | 0      | 0           | 0          |
| T. Redder      | 0                  | 0                  | 0                  | 0                  | 2              | 0              | 0              | 0              | 0                 | 0                 | 0                 | 0                 | 2        | 0      | 0           | 0          |
| G. Roggensack  | 1                  | 0                  | 0                  | 0                  | 11             | 2              | 0              | 0              | 0                 | 0                 | 0                 | 0                 | 12       | 2      | 0           | 0          |
| B. Rylewicz    | 0                  | 0                  | 0                  | 0                  | 0              | 0              | 0              | 0              | 1                 | 0                 | 0                 | 0                 | 1        | 0      | 0           | 0          |
| A. Schmidt     | 7                  | 3                  | 0                  | 0                  | 28             | 7              | 0              | 0              | 4                 | 1                 | 0                 | 0                 | 39       | 11     | 0           | 0          |
| J. Schütz      | 5                  | 5                  | 0                  | 0                  | 30             | 22             | 0              | 0              | 0                 | 0                 | 0                 | 0                 | 35       | 27     | 0           | 0          |
| W. Sturm       | 1                  | 0                  | 0                  | 0                  | 27             | 4              | 0              | 0              | 3                 | 0                 | 0                 | 0                 | 31       | 4      | 0           | 0          |
| H. Tilkowski   | 0                  | 0                  | 0                  | 0                  | 0              | 0              | 0              | 0              | 0                 | 0                 | 0                 | 0                 | 0        | 0      | 0           | 0          |
| B. Wessel      | 6                  | 0                  | 0                  | 0                  | 8              | 0              | 0              | 0              | 4                 | 0                 | 0                 | 0                 | 18       | 0      | 0           | 0          |
| R. Wosab       | 7                  | 2                  | 0                  | 0                  | 29             | 14             | 0              | 0              | 4                 | 2                 | 0                 | 0                 | 40       | 18     | 0           | 0          |